# Decuella
Decuella is een geslacht van hooiwagens uit de familie Biantidae.
De wetenschappelijke naam Decuella is voor het eerst geldig gepubliceerd door Avram in 1977. 

## Soorten
Decuella is monotypisch en omvat slechts de volgende soort:
- Decuella cubaorientalis